# Campeonato Asiático de Atletismo de 1995
A 11ª edição do Campeonato Asiático de Atletismo foi realizado de 20 a 24 de setembro de 1995 no Estádio Gelora Bung Karno, na cidade de Jacarta na Indonésia. 

## Medalhistas

### Masculino
| Evento                  | Ouro                                   | Ouro       | Prata                            | Prata      | Bronze                                               | Bronze     |
| ----------------------- | -------------------------------------- | ---------- | -------------------------------- | ---------- | ---------------------------------------------------- | ---------- |
| 100 metros              | Lin Wei · China                        | 10.34      | Anvar Kuchmuradov · Uzbequistão  | 10.43      | Yoshitaka Ito · Japão                                | 10.45      |
| 200 metros              | Abdulaziz Mattar · Bahrein             | 20.76      | Huang Danwei · China             | 20.79      | Jun Osakada · Japão                                  | 21.20      |
| 400 metros              | Ibrahim Ismail Muftah · Catar          | 44.96      | Son Ju-Il Coreia do Sul          | 46.03      | Sugath Tillakaratne · Sri Lanka                      | 46.21      |
| 800 metros              | Kim Yong-Hwan Coreia do Sul            | 1:50.05    | Mohammed Sulaiman · Catar        | 1:50.05    | Song Mingyou · China                                 | 1:50.30    |
| 1 500 metros            | Mohammed Sulaiman · Catar              | 3:41.33    | Song Mingyou · China             | 3:42.79    | Kim Soon-Hyung Coreia do Sul                         | 3:45.08    |
| 5 000 metros            | Saad Shadad Al-Asmari · Arábia Saudita | 14:01.43   | Marly Sopyev Turquemenistão      | 14:02.07   | Xia Fengyuan · China                                 | 14:07.99   |
| 10 000 metros           | Marly Sopyev Turquemenistão            | 30:04.87   | Xia Fengyuan · China             | 30:05.02   | Ahmed Ibrahim Warsama · Catar                        | 30:06.68   |
| 110 metros barreiras    | Chen Yanhao · China                    | 13.65      | Takahiro Matsuhisa · Japão       | 13.92      | Nur Herman Majid · Malásia                           | 13.99      |
| 400 metros barreiras    | Mubarak Al-Nubi · Catar                | 50.17      | Hideaki Kawamura · Japão         | 50.45      | Ali Ismail Doka · Catar                              | 50.73      |
| 3 000 metros obstáculos | Saad Shadad Al-Asmari · Arábia Saudita | 8:24.08    | Jamal Abdi Hassan · Catar        | 8:41.99    | Hamid Sajjadi Irão                                   | 8:42.80    |
| 4×100 metros estafetas  | China                                  | 39.49      | Tailândia                        | 39.85      | Catar                                                | 40.16      |
| 4×400 metros estafetas  | Catar                                  | 3:05.78    | Japão                            | 3:06.16    | Sri Lanka                                            | 3:07.87    |
| 20 km marcha            | Li Mingcai · China                     | 1:23:58.8t | Yuriy Gordeyev · Cazaquistão     | 1:32:30.9t | Govindasamy Saravanan · Malásia                      | 1:35:39.6t |
| Salto em altura         | Lee Jin-Taek Coreia do Sul             | 2.26       | Xu Yang · China                  | 2.26       | Loo Kum Zee · Malásia                                | 2.19       |
| Salto à vara            | Hideyuki Takei · Japão                 | 5.30       | Kim Chul-Kyun Coreia do Sul      | 5.30       | Fumiaki Kobayashi · Japão                            | 5.10       |
| Salto em comprimento    | Huang Geng · China                     | 8.26       | Chao Chih-Kuo · Taipé Chinesa    | 7.99w      | Abdulrahman Al-Nubi · Catar                          | 7.87       |
| Salto triplo            | Zheng Zizhi · China                    | 16.78      | Aleksey Fatyanov · Azerbaijão    | 16.68      | Vasif Asadov · Azerbaijão                            | 16.53      |
| Lançamento do peso      | Bilal Saad Mubarak · Catar             | 18.87      | Sergey Rubtsov · Cazaquistão     | 18.66      | Shakti Singh · Índia                                 | 18.07      |
| Lançamento do disco     | Ma Wei · China                         | 58.44      | Roman Poltoratskiy · Uzbequistão | 57.36      | Vadim Popov · Uzbequistão                            | 56.30      |
| Lançamento do martelo   | Bi Zhong · China                       | 70.30      | Koji Murofushi · Japão           | 69.24      | Vitaliy Khozatelev · Uzbequistão                     | 68.22      |
| Lançamento do dardo     | Zhang Lianbiao · China                 | 79.60      | Viktor Zaytsev · Uzbequistão     | 75.68      | Sergey Voynov · Uzbequistão                          | 73.46      |
| Decatlo                 | Hitoshi Maruono · Japão                | 7333       | Takashi Kiyokawa · Japão         | 6706       | Ibrahim Nasser Al-Matrooshi · Emirados Árabes Unidos | 6186       |

### Feminino
| Evento                 | Ouro                              | Ouro     | Prata                             | Prata    | Bronze                              | Bronze   |
| ---------------------- | --------------------------------- | -------- | --------------------------------- | -------- | ----------------------------------- | -------- |
| 100 metros             | Cui Dangfeng · China              | 11.36    | Susanthika Jayasinghe · Sri Lanka | 11.37    | Viktoriya Tokonbayeva · Cazaquistão | 11.49    |
| 200 metros             | Susanthika Jayasinghe · Sri Lanka | 23.00    | Chen Yanchun · China              | 23.80    | Svetlana Bodritskaya · Cazaquistão  | 24.20    |
| 400 metros             | Zhang Hengyun · China             | 52.06    | Li Jing · China                   | 52.33    | Shiny Wilson · Índia                | 53.69    |
| 800 metros             | Jyotirmoy Sikdar · Índia          | 2:06.75  | Kumiko Okamoto · Japão            | 2:07.28  | Shiny Wilson · Índia                | 2:07.45  |
| 1 500 metros           | Kumiko Okamoto · Japão            | 4:18.69  | Zhang Jian · China                | 4:19.87  | Wang Qingfen · China                | 4:21.99  |
| 5 000 metros           | Wang Junxia · China               | 15:25.65 | Tri Asih Handayani · Indonésia    | 16:39.78 | Maisaa Hussein · Iraque             | 16:42.01 |
| 10 000 metros          | Wang Junxia · China               | 33:58.49 | Tri Asih Handayani · Indonésia    | 35:45.07 | Maisaa Hussein · Iraque             | 35:51.76 |
| 100 metros barreiras   | Sriyani Kulawansa · Sri Lanka     | 13.29    | Zhang Yu · China                  | 13.44CHN | Hsu Hsiu-Ying · Taipé Chinesa       | 13.58    |
| 400 metros barreiras   | Hsu Pei-Ching · Taipé Chinesa     | 56.99    | Reawadee Watanasin · Tailândia    | 57.98    | Natalya Torshina · Cazaquistão      | 58.88    |
| 4×100 metros estafetas | China                             | 44.27    | cazaque                           | 44.69    | Tailândia                           | 44.82    |
| 4×400 metros estafetas | China                             | 3:32.73  | Índia                             | 3:33.43  | Tailândia                           | 3:41.50  |
| 10 km marcha           | Feng Haixia · China               | 45:58.76 | Wang Liping · China               | 46:19.83 | Yuka Kamioka · Japão                | 46:36.39 |
| Salto em altura        | Svetlana Zalevskaya · Cazaquistão | 1.89     | Miki Imai · Japão                 | 1.89     | Jaruwan Jenjudkarn · Tailândia      | 1.86     |
| Salto em comprimento   | Yelena Pershina · Cazaquistão     | 6.50     | Yao Weili · China                 | 6.47     | Elma Muros · Filipinas              | 6.37     |
| Salto triplo           | Ren Ruiping · China               | 13.99    | Wu Lingmei · China                | 13.81    | Yelena Pershina · Cazaquistão       | 13.17    |
| Lançamento do peso     | Sui Xinmei · China                | 18.87    | Zhang Zhiying · China             | 17.58    | Yelena Baltabayeva · Cazaquistão    | 16.07    |
| Lançamento do disco    | Li Qiumei · China                 | 58.26    | Park Kyung-Hee Coreia do Sul      | 48.04    | Swaranjeet Kaur · Índia             | 47.50    |
| Lançamento do dardo    | Li Lei · China                    | 60.48    | Lee Young-Sun Coreia do Sul       | 58.68    | Ha Xiaoyan · China                  | 55.80    |
| Heptatlo               | Svetlana Kazanina · Cazaquistão   | 5728     | Liu Bo · China                    | 5516     | Rumiko Ubukata · Japão              | 5395     |

## Quadro de medalhas
| Ordem | País                   | Medalha de ouro | Medalha de prata | Medalha de bronze | Total |
| ----- | ---------------------- | --------------- | ---------------- | ----------------- | ----- |
| 1     | China                  | 20              | 13               | 4                 | 37    |
| 2     | Catar                  | 5               | 2                | 4                 | 11    |
| 3     | Japão                  | 3               | 7                | 5                 | 15    |
| 4     | Cazaquistão            | 3               | 3                | 5                 | 11    |
| 5     | Coreia do Sul          | 2               | 4                | 1                 | 7     |
| 6     | Sri Lanka              | 2               | 1                | 2                 | 5     |
| 7     | Arábia Saudita         | 2               | 0                | 0                 | 2     |
| 8     | Índia                  | 1               | 1                | 4                 | 6     |
| 9     | Taipé Chinesa          | 1               | 1                | 1                 | 3     |
| 10    | Turquemenistão         | 1               | 1                | 0                 | 2     |
| 11    | Bahrein                | 1               | 0                | 0                 | 1     |
| 12    | Uzbequistão            | 0               | 3                | 3                 | 6     |
| 13    | Tailândia              | 0               | 2                | 3                 | 5     |
| 14    | Indonésia              | 0               | 2                | 0                 | 2     |
| 15    | Azerbaijão             | 0               | 1                | 1                 | 2     |
| 16    | Malásia                | 0               | 0                | 3                 | 3     |
| 17    | Iraque                 | 0               | 0                | 2                 | 2     |
| 18    | Emirados Árabes Unidos | 0               | 0                | 1                 | 1     |
| 18    | Irão                   | 0               | 0                | 1                 | 1     |
| 18    | Filipinas              | 0               | 0                | 1                 | 1     |
| Total | Total                  | 41              | 41               | 41                | 123   |